# 빅토르 돌립스키
빅토르 돌립스키(루마니아어: Victor Dolipschi, 1950년 10월 19일~2009년 1월 19일)는 루마니아의 전 레슬링 선수이다. 1972년 하계 올림픽과 1984년 하계 올림픽 그레코로만형 슈퍼헤비급에서 동메달을 획득했으며 유럽 선수권 대회에서 동메달 2개를 획득했다.